# Escuela Superior de Música Reina Sofía
La Escuela Superior de Música Reina Sofía es un conservatorio privado español fundado en Madrid por Paloma O'Shea en 1991. La Escuela es un programa de la Fundación Albéniz. Lleva el nombre de su Presidenta de Honor, la Reina Sofía.

## Historia
Se creó en Madrid (España) en 1991 con el propósito de dotar a España de un centro de alta formación profesional dirigido a jóvenes músicos y desarrollar actividades para acercar la música clásica a la sociedad.

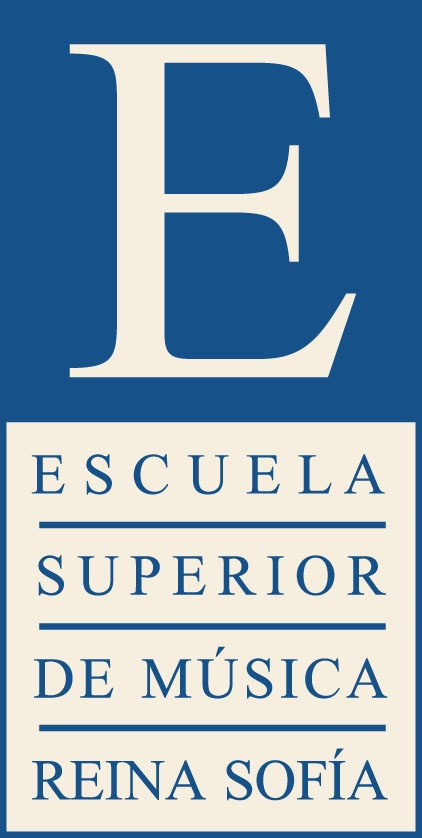
Escuela Superior de Música Reina Sofía.

Los antecedentes de la Escuela se encuentran en el Concurso Internacional de Piano de Santander, que Paloma O’Shea puso en marcha en 1972, y en las Clases Magistrales que organizó, a partir de 1981, en colaboración con la Universidad Internacional de Verano Menéndez Pelayo de esa misma ciudad.
En los primeros pasos del proyecto, así como en la selección del profesorado, se contó con el asesoramiento de grandes maestros tales como Yehudi Menuhin, Mstislav Rostropóvich, Daniel Barenboim, Zubin Mehta y Alicia de Larrocha, que pertenecieron o forman parte del comité académico y del patronato de la escuela además de actuar como activos asesores de las cátedras, y con la colaboración de Federico Sopeña y Enrique Franco, figuras clave de la cultura musical española del siglo XX.

## Sede
La sede de la Escuela, inaugurada en 2008, está ubicada en la Plaza de Oriente, junto al Palacio Real y al Teatro Real. El espacio que ocupa el edificio de la Escuela, situado en la calle Requena, en otro tiempo albergó la Escuela de Arte Dramático y Danza.

### Auditorio Sony
La Escuela Superior de Música Reina Sofía dispone en su sede de una sala de conciertos, el Auditorio Sony, que acoge una media de 150 conciertos anuales. Con un aforo de 351 personas, está concebido como una sala de música de cámara, con acústica de Vicente Maestre, y cuenta con un órgano construido por Gerhard Grenzing.

## Claustro académico
La Escuela de Música Reina Sofía cuenta con profesores que hayan sobresalido en el ejercicio de las dos vertientes de su maestría: arte y educación. Por ello el cuerpo académico de profesores está compuesto por primeras figuras de reconocido prestigio internacional.
A este equipo habitual se suman, cada año, profesores invitados al Programa de Lecciones Magistrales que complementan con distintas concepciones y perspectivas el trabajo de la Escuela.

### Profesorado
Entre los músicos destacados que conforman el profesorado de la Escuela se encuentran Zajar Bron, Marco Rizzi, Diemut Poppen, Nobuko Imai, Ivan Monighetti, Jens Peter Maintz, Jacques Zoon, Hansjörg Schellenberger, Pascal Moraguès, Gustavo Núñez, Radovan Vlatkovic, Dmitri Bashkírov, Galina Eguiazárova, Francisco Araiza, Fabián Panisello, Heime Müller y Márta Gulyás.

## Actividad académica
La Escuela Superior de Música Reina Sofía, dentro de sus estudios de enseñanzas artísticas superiores, ofrece el título superior de Música (desde el curso 2015-16 se imparten enseñanzas homologadas dentro del programa Bolonia), el máster en Enseñanzas Artísticas de Interpretación Musical, Estudios preliminares y el Diploma en Interpretación musical, en el que los alumnos cuentan con una enseñanza personalizada, con un programa diseñado a medida de su potencial.
Uno de los aspectos más característicos de la formación académica en la Escuela es su intensa actividad artística. Esto se traduce en que, cada curso académico, la Escuela organiza más de 300 conciertos en su Auditorio y en distintas salas de toda España.

## Alumnado
La Escuela Reina Sofía acoge a una media de 150 alumnos por curso, provenientes de diversas nacionalidades de todo el mundo. Gracias a la ayuda que prestan instituciones públicas como entidades privadas, todos los alumnos disponen de matrícula gratuita y otras ayudas económicas.
Durante sus estudios en la Escuela, cada alumno forma parte de varias agrupaciones orquestales y de cámara y realiza en torno a 20 conciertos al año. 

### Antiguos alumnos
Desde su fundación en 1991, la Escuela Reina Sofía ha educado a más de 850 alumnos, entre los que destacan Àlber Catalá, Andrey Murza, Aquiles Machado, Arcadi Volodos, Asier Polo, Celso Albelo,Cuarteto Casals, Eldar Nebolsin, Emilio Yepes, José Vicente Castelló, Juan Pérez Floristán, Latica Honda-Rosenberg, Nora Salvi, Pablo Ferrández, Rui Borges Maia, Sol Gabetta, Tommaso Lonquich, Wen Xiao Zheng, Xavier Inchausti, Dúo del Valle, Cuarteto Quiroga, Ana Lucrecia García, Johane Jesús González Seijas, Stanislav Ioudenitch, Ismael Jordi, Claudio Martínez Mehner, Luis Fernando Pérez, Emil Rovner, Paco Montalvo y Martín García García.

## Formaciones orquestales
La Escuela Superior de Música Reina Sofía cuenta con varias formaciones orquestales, integradas por sus alumnos, y dirigidas por profesores de la Escuela y maestros invitados: la Camerata Viesgo, la Sinfonietta en colaboración con Fundación BBVA, la Orquesta Sinfónica Freixenet y la Orquesta de Cámara Freixenet.
Entre los directores de orquesta que han dirigido estas formaciones se encuentran András Schiff, Andrés Orozco-Estrada, Vladimir Ashkenazy, Luciano Berio, Péter Csaba, Sir Colin Davis, Peter Eötvös, Pablo González, Pablo Heras-Casado, Jesús López Cobos, Lorin Maazel, Yehudi Menuhin, Zubin Mehta, Krzysztof Penderecki, Josep Pons, Antoni Ros Marbà y Jordi Savall.